# Chiara Rosa
Chiara Rosa (née le 28 janvier 1983 à Camposampiero) est une athlète italienne, spécialiste du lancer du poids.

## Carrière
Son club est les Fiamme Azzurre, celui des gardes pénitentiaires.
Championne d'Italie et détentrice du record national avec 19,15 m, elle a été finaliste lors des Championnats du monde 2007.
Elle a obtenu le bronze aux Championnats d'Europe espoirs à Erfurt (2005) et aux Jeux méditerranéens à Almeria. Elle a aussi été 4e aux championnats du monde juniors à Kingston et aux championnats d'Europe espoirs de 2003 à Bydgoszcz. Elle remporte la médaille d'argent à l'Universiade de Belgrade en 2009.
Le 19 mars 2016, Rosa se classe 11e des championnats du monde en salle de Portland avec un jet à 17,10 m.

## Palmarès
| Date | Compétition                          | Lieu           | Résultat | Marque  |
| ---- | ------------------------------------ | -------------- | -------- | ------- |
| 1999 | Championnats du monde cadets         | Bydgoszcz      | 3e       | 14,64 m |
| 2002 | Championnats du monde juniors        | Kingston       | 4e       | 16,53 m |
| 2005 | Jeux méditerranéens                  | Almeria        | 3e       | 17,34 m |
| 2005 | Championnats d'Europe espoirs        | Erfurt         | 3e       | 18,22 m |
| 2006 | Championnats d'Europe                | Göteborg       | 7e       | 18,23 m |
| 2007 | Coupe d'Europe hivernale des lancers | Yalta          | 3e       | 18,14 m |
| 2007 | Championnats du monde                | Osaka          | 7e       | 18,39 m |
| 2008 | Championnats du monde en salle       | Valence        | 4e       | 18,68 m |
| 2008 | Coupe d'Europe hivernale des lancers | Split          | 3e       | 18,05 m |
| 2008 | Coupe d'Europe                       | Annecy         | 3e       | 18,03 m |
| 2008 | Jeux olympiques                      | Pékin          | 11e      | 18,22 m |
| 2009 | Coupe d'Europe hivernale des lancers | Los Realejos   | 3e       | 18,55 m |
| 2009 | Jeux méditerranéens                  | Pescara        | 3e       | 17,24 m |
| 2009 | Championnats d'Europe par équipes    | Leiria         | 2e       | 18,57 m |
| 2009 | Universiade                          | Belgrade       | 2e       | 18,21 m |
| 2010 | Championnats d'Europe par équipes    | Bergen         | 3e       | 17,77 m |
| 2010 | Championnats d'Europe                | Barcelone      | 11e      | 17,49 m |
| 2011 | Championnats d'Europe en salle       | Paris          | 7e       | 17,54 m |
| 2011 | Coupe d'Europe hivernale des lancers | Sofia          | 3e       | 17,39 m |
| 2011 | Championnats d'Europe par équipes    | Stockholm      | 3e       | 17,18 m |
| 2012 | Championnats d'Europe                | Helsinki       | 3e       | 18,47 m |
| 2013 | Championnats d'Europe en salle       | Göteborg       | 3e       | 18,37 m |
| 2014 | Championnats d'Europe par équipes    | Brunswick      | 3e       | 17,92 m |
| 2014 | Championnats d'Europe                | Zurich         | 5e       | 18,10 m |
| 2015 | Coupe d'Europe hivernale des lancers | Leiria         | 3e       | 17,38 m |
| 2015 | Championnats d'Europe par équipes    | Tcheboksary    | 4e       | 17,88 m |
| 2016 | Championnats du monde en salle       | Portland       | 11e      | 17,10 m |
| 2017 | Coupe d'Europe hivernale des lancers | Grande Canarie | 12e      | 16,13 m |
| 2017 | Championnats d'Europe par équipes    | Lille          | 7e       | 16,63 m |
| 2018 | Coupe d'Europe hivernale des lancers | Leiria         | 8e       | 16,55 m |
| 2019 | Championnats d'Europe par équipes    | Bydgoszcz      | 8e       | 16,46 m |
| 2021 | Coupe d'Europe des lancers           | Split          | 9e       | 16,84 m |

## Records
| Épreuve         | Épreuve   | Performance | Lieu         | Date                      |
| --------------- | --------- | ----------- | ------------ | ------------------------- |
| Lancer du poids | Plein air | 19,15 m NR  | Milan Berlin | 24 juin 2007 14 juin 2009 |
| Lancer du poids | En salle  | 18,68 m     | Valence      | 9 mars 2008               |